# 3221 Changshi
3221 Changshi eller 1981 FX2 är en asteroid i huvudbältet som upptäcktes den 2 december 1981 av Purple Mountain-observatoriet i Nanjing, Kina. Den är uppkallad efter den kinesiska staden Changshu.
Asteroiden har en diameter på ungefär 5 kilometer.